# Erginus (mollusque)
Pour les articles homonymes, voir Erginos.
Genre
Synonymes
- Problacmaea Golikov & Kussakin, 1972

Erginus est un genre de mollusques de la classe des gastéropodes.

## Liste des espèces

### SelonWorld Register of Marine Species(24 juil. 2011)[1]
- Erginus apicinus (Dall, 1879)
- Erginus galkini Chernyshev & Chernova, 2002
- Erginus moskalevi (Golikov & Kussakin, 1972)
- Erginus puniceus Lindberg, 1988
- Erginus rubellus (O. Fabricius, 1780)
- Erginus sybariticus (Dall, 1871)

### SelonITIS(24 juil. 2011)[2]
- Erginus apicinus (Dall, 1879)
- Erginus moskalevi (Golikov & Kussakin, 1972)
- Erginus puniceus Lindberg, 1988
- Erginus rubellus (Fabricius, 1780)
- Erginus sybariticus (Dall, 1871)